# Косиняк-Камыш, Анджей
Анджей Косиняк-Камыш (пол. Andrzej Kosiniak-Kamysz, род. 3 февраля 1947, Siedliszowice, Малопольское воеводство) — польский врач и политик. В 1989 году — заместитель министра здравоохранения в правительстве Мечислава Раковского, в 1989–1991 годах — министр здравоохранения и социального обеспечения в правительстве Тадеуша Мазовецкого. 

## Биография

### Образование и профессиональная деятельность
Окончил начальную школу в Седлишовицах, а в 1965 году — Гимназию короля Казимира Великого в Олькуше. В 1971 году окончил лечебный факультет Медицинской академии в Кракове, затем в 1979 году — Центр последипломного медицинского образования в Варшаве. Получил специализацию первой и второй степени по внутренним болезням. В 1983 году завершил обучение по специальности «гастроэнтерология» в Силезском медицинском университете. 
В 1971–1981 годах он работал в специализированной больнице им. Эдмунда Бернацкого в Кракове, с 1979 года — заместителем заведующего отделением. Затем он работал в специализированной больнице имени Юзефа Дитля в Кракове. До 1991 года был заместителем директора, затем стал его директором. Эту должность он занимал до 2021 года. Он также занял должность заведующего отделением внутренних болезней.
Автор публикаций, в том числе посвящённых лечению язвенной болезни, соавтор книги «Медицинская сертификация в сельскохозяйственном страховании».

### Политическая и общественная деятельность
В 1968–1990 годах он был членом Объединённой народной партии, затем стал членом Польской народной партии. 
Он принимает активное участие в работе различных общественных организаций, в том числе Ордена рыцарей Святого Лазаря (с 1993 г.), Польского общества сельской медицины (с 1996 г.), Всемирного общества сельской медицины (с 1992 г.), Польского общества гастроэнтерологов (с 1986 г.), Общества польских врачей-интернистов (с 1979 г.). 
В 1980–1988 годах он был советником Краковского народного совета. С 15 января по 12 сентября 1989 года он занимал должность заместителя министра здравоохранения и главного санитарного инспектора в правительстве Мечислава Раковского. Затем в правительстве Тадеуша Мазовецкого он занимал должность министра здравоохранения и социального обеспечения (до 12 января 1991 года). 
В 1994 году он стал председателем правления Фонда социального страхования сельского хозяйства и занимал эту должность в течение 6-го срока полномочий правления. В 2002–2003 годах он снова был заместителем министра здравоохранения. В 2010 году он стал председателем Польской народной партии в Малопольском воеводстве; он занимал эту должность до 2021 года. В 2011 году он безуспешно баллотировался в Сенат.

## Награды
- Командорский крест ордена Возрождения Польши (2021)[8][9]
- Офицерский крест ордена Возрождения Польши (2001)[10]

## Личная жизнь
Он брат политика Зенона, учёного Казимежа и отец министра обороны Польши Владислава Косиняк-Камыша.